# Bakaris Bulldoggfledermaus
Die Bakaris Bulldoggfledermaus (Mops bakarii), ist eine auf Pemba, Tansania vorkommende Fledermausart der Gattung Mops, Untergattung Xiphonycteris.

## Beschreibung
Die Bakaris Bulldoggfledermaus wiegt im Mittel etwa 16,6 g. Die Körperlänge beträgt im Mittel 97,7 mm. Oberseits ist das Fell schokoladenbraun gefärbt, die Bauchseite ist gelblich-weiß. Der Rücken ist bei manchen Exemplaren unregelmäßig weiß gesprenkelt. Die Flügel sind schwarz, die Schwanzflughaut auf der Rückenseite stellenweise braun, auf der Bauchseite stellenweise grau behaart. Wie bei anderen Bulldoggfledermäusen ist die obere Lippe faltig, die Bakaris Bulldoggfledermaus hat sechs bis sieben Lippenfalten. Der Antitragus ist 4 mm breit und 3 mm lang, der Tragus 2 mm lang. Die Art unterscheidet sich von allen anderen Arten der Gattung Mops (Xiphonycteris) durch das Fehlen des hinteren Keilbeins.

## Verbreitung
Die Bakaris Bulldoggfledermaus wurde bisher nur im Norden von Pemba, nahe dem Ngezi Waldreservat nachgewiesen.

## Lebensweise
Das Typusexemplar wurde in einem Krankenhaus gefangen, die Kolonie wohnte dort nahe einem Wald unter dem Dach. Das Quartier wurde gleichzeitig auch von Chaerephon leucogaster bewohnt.

## Etymologie
Das Artepithon ehrt Bakari Asseid, Direktor des  Department of Commercial Crops, Fruits and Forestry, der sich für den Naturschutz von Sansibar einsetzt.

## Gefährdung
Für eine Gefährdungseinschätzung seitens der IUCN ist der Kenntnisstand über die Art ungenügend (data deficient).